# إدوارد هاموند (سياسي)
إدوارد هاموند (بالإنجليزية: Edward Hammond)‏ هو قاضي ومحامي وسياسي أمريكي، ولد في 17 مارس 1812، وتوفي في 19 أكتوبر 1882. حزبياً، نشط في الحزب الديمقراطي. وقد انتخب عضو مجلس النواب لولاية ماريلند وانتخب عضو مجلس النواب الأمريكي.